# Jordi Colomer
Jordi Colomer (Barcellona, 23 febbraio 1962) è un artista spagnolo che lavora nel campo della scultura, della videoarte e delle installazioni.
Le sue opere sono state esposte presso musei internazionali fra cui il Centro Georges Pompidou di Parigi, il Museo Reina Sofia di Madrid, il MUMOK di Vienna e il MACBA di Barcellona. Colomer rappresenta la Spagna alla 57ª Biennale di Venezia, 2017.

## Biografia
Jordi Colomer nasce nel 1962 a Barcellona, Spagna. Studia arte alla scuola EINA di Barcellona e in seguito storia dell'arte all'Università di Barcellona e architettura presso l'Università politecnica della Catalogna. Nel 1986 realizza la prima mostra individuale, dal titolo Prototips ideals (Prototipi ideali), presso la Fondazione Joan Miró di Barcellona, che è composta di grandi sculture realizzate a partire da modelli architetturali. Nel 1988 espone presso la galleria Carles Taché di Barcellona la mostra La ruta natural. Nel 1989 è chiamato a esporre presso la Serpentine Gallery di Londra, e in seguito realizza le prime mostre personali in Francia (Diamants tatoués, 1989) e Germania (Schlafende, 1990). Nel 1991 si trasferisce a Parigi, ma continua a lavorare in Spagna e nel resto d'Europa: Barcellona (De particular a particular, 1992), Zurigo (Gold-Fishes, 1992), Praga (Gandy Gallery, 1993). La serie del 1993 Alta comèdia, esposta a Tarragona, inizia a fondere la scultura con elementi architettonici e teatrali.
Nel 1995 Colomer torna a Barcellona dove lavora come scenografo per il teatro, realizzando scenografie per rappresentazioni di opere di Valère Novarina (1995), Robert Ashley (1997), Joan Brossa (1998) e Samuel Beckett (2005). Nello stesso periodo si interessa al cinema tedesco d'avanguardia e inizia a realizzare video, nella forma di micro-narrative in cui i personaggi si confrontano con cambi di scena e oggetti vari. Fra il 1997 e il 2000 presenta al Museo di Arte Contemporanea di Barcellona una serie di installazioni in cui il video si integra alla scultura, alla scenografia e all'architettura. In Simo (1997) la cinepresa passa senza fermarsi da uno spazio ad un altro spazio, che la protagonista colma o svuota di oggetti, che rappresenta indistintamente esterno e interno, privato e pubblico, teatro e diapositiva. Anche Pianito (Il piccolo piano, 1999), Les jumelles (I gemelli, 2001) e Le dortoir (Il dormitorio, 2002) seguono questo schema, e ognuno è esposto in una sala di proiezione site-specific.
Negli anni seguenti Colomer  torna a Parigi e intraprende una serie di viaggi in seguito ai quali realizza nuovi video. Si tratta di performance con attori non professionali filmati in spazi urbani, o talvolta desertici, in cui i protagonisti interagiscono con oggetti della vita quotidiana e modellini architettonici. La prima serie è Père Coco (2002), girata in Francia, in cui il personaggio interpretato dall'artista spagnolo Idroj Sanicne vaga per le strade di Saint-Nazaire raccogliendo oggetti abbandonati. Tra il 2002 e il 2004 Colomer si reca in Romania, Giappone e Brasile. Al suo ritorno presenta Anarchitekton (2002–2004), una serie di quattro video proiettati simultaneamente in cui Sanicne corre per le strade di Barcellona, Bucarest, Osaka e Brasilia brandendo modellini di cartone e legno che rappresentano edifici reali presenti nello sfondo. Il titolo deriva da Anarchitecture, nome di un gruppo fondato dall'artista americano Gordon Matta-Clark, e allude agli Architekton di Kazimir Malevič.
Nel 2005 Colomer realizza la serie Arabian Stars (Stelle arabe, 2005), girata in Yemen, in cui persone comuni camminano davanti alla cinepresa con cartelloni che riportano, in arabo, i nomi di icone della cultura popolare internazionale fra cui Michael Jackson, Pikachu e Zinédine Zidane, ma anche personaggi famosi locali. Arabian Stars è anche la prima mostra personale di Colomer negli Stati Uniti, esposta presso il Salvador Dalí Museum di St. Petersburg, Florida. Il video successivo è No Future (Nessun futuro, 2006), girato a Le Havre in Francia, in cui la protagonista vaga di notte per le strade della città suonando un tamburo. Nell'autunno 2008 la Galleria nazionale del Jeu de Paume di Parigi organizza una grande retrospettiva sul lavoro di Colomer. In questa occasione egli presenta En la Pampa (Nella Pampa), una serie di video girati nel deserto di Atacama in Cile in cui una coppia vaga per il deserto e dialoga in modo improvvisato.
La serie dei viaggi prosegue con Avenida Ixtapaluca (2009), girato in Messico e The Istanbul Map (La mappa di Istanbul, 2010), girato a Istanbul in Turchia. In seguito Colomer si concentra sul tema della città ideale con le opere What Will Come (Cosa verrà, 2010–2011), che esplora tre città di fondazione negli Stati Uniti, L'avenir (L'avvenire 2011), che riproduce il falansterio di Charles Fourier, e Prohibido cantar (Vietato cantare), un'installazione basata sull'opera di Bertolt Brecht e Kurt Weill Ascesa e caduta della città di Mahagonny. Il video più recente, Poble Nou (2013), mostra invece gli incontri fortuiti di una coppia di giovani turisti russi in una zona industriale di Barcellona. In Italia le opere di Colomer sono state esposte presso il MAN di Nuoro (2008), Palazzo Sant'Elia a Palermo (2008) e più di recente presso il Mart di Trento e Rovereto, dove la serie di video Anarchitekton è inclusa dal curatore cubano Gerardo Mosquera nella mostra Perduti nel paesaggio (2014). Jordi Colomer rappresenta la Spagna alla 57ª Biennale di Venezia, 2017.  Per Manifesta 12, Palermo produisce una nuova video-installazione, New Palermo Felicissima (2018). Strade è la mostra di Jordi Colomer a cura di Daniele De Luigi  dal 4 marzo all’8 maggio 2022 presso la Palazzina dei Giardini a Modena, con una nuova azione performativa intitolata "Modena Parade". Nel 2024, ha presentato una grande mostra al MACBA di Barcellona dal titolo "Façana, Foto, Festa, Futur, Fideus" , con più di 50 opere, evitando uno schema cronologico e presentandola come una grande installazione. Per questa mostra ha ricevuto il Premio Ciutat de Barcelona per le Arti Visive 2024.

## Esposizioni personali
- Prototips ideals, Fondazione Joan Miró, Barcellona, Spagna, 1986
- La ruta natural, Galería Carles Taché, Barcellona, Spagna, 1988
- Pensées y self-pensées, Galería Juana de Aizpuru, Madrid, Spagna, 1989
- Diamants tatoués, Musée Rimbaud, Charleville-Mézières, Francia, 1989
- Liraelastica, Galería Rafael Samper, Valencia, Spagna, 1989
- Schlafende (Opereta), Galerie Mosel und Tschechow, Monaco, Germania, 1990
- Detalles, Galería Juana de Aizpuru, Siviglia, Spagna, 1992
- De particular a particular, Galería Carles Taché, Barcellona, Spagna, 1992
- Gold-fishes, Shedhalle Rotefabrik, Zurigo, Svizzera, 1992
- De particulier à particulier, FIAC, Parigi, Francia, 1992
- Gandy Gallery, Stredoceske Museum, Praga, Repubblica Ceca, 1993
- Alta comèdia, Tinglado 2, Tarragona, Spagna, 1993
- Entre cajas, Galería Juana de Aizpuru, Madrid, Spagna, 1993
- Para chicos y chicas, Galería y Ediciones Gingko, Madrid, Spagna, 1995
- Nueva geografía dorada, Studio Meyetta, Barcellona, Spagna, 1995
- Perfecto und andere Arbeiten, Galerie Mosel & Tschechow, Monaco, 1995
- (Perfecte), Galería Carles Taché, Barcellona, Spagna, 1996
- Simo, ARCO Madrid, Madrid, Spagna 1998
- La chambre à côté: le creux de l'enfer, Thiers, Francia, 1999
- La chambre à côté: le ferme du buisson, Noisiel, Francia, 1999
- Algunas estrellas, Galería Juana de Aizpuru, Madrid, Spagna, 2000
- Alfabet, Galería Carles Taché, Barcellona, Spagna, 2001
- Noves habitacions mentals, MCM, Barcellona, Spagna, 2001
- Alfabet, Kölnischer Kunstverein, Colonia, Germania, 2001
- Le dortoir, Expo 02, Murten, Svizzera, 2002
- Père Coco, Le Grand Café, Saint-Nazaire, Francia, 2002
- Les jumelles, Villa Arson, Nizza, Francia, 2002
- Fuegogratis, La Galerie, Noisy-le-Sec, Francia, 2002
- Le dortoir, Galerie Michel Rein, Parigi, Francia, 2002
- Les villes (vraies), ENBA, Lione, Francia, 2002

- Anarchitekton, ECCO, Brasilia, Brasile, 2003
- Anarchitekton & Les villes, FRAC Bourgogne, Digione, Francia, 2003
- Le dortoir, CCC, Tours, Francia, 2003
- Jordi Colomer, FRAC Rhône-Alpes, Villeurbanne, Francia, 2004
- Un crime, FRAC Basse Normandie, Caen, Francia, 2005
- Arabian Stars y otras estrellas, Galería Juana de Aizpuru, Madrid, 2005
- Arabian Stars, Galerie Michel Rein, Parigi, Francia, 2005
- Arabian Stars, Salvador Dalí Museum, St. Petersburg, Florida, Stati Uniti, 2005
- Arabian Stars, Museo Nacional Centro de Arte Reina Sofía, Madrid, 2005
- Jordi Colomer, Museo Patio Herreriano, Valladolid, Spagna, 2005
- The Prodigious Builders, Galerie Traversée, Monaco, Germania, 2006
- Más estrellas, CCE, Montevideo, Uruguay, 2006
- Anatopies, Hôtel de Vivies, Castres, Francia, 2006
- No Future, Le Spot, Le Havre, Francia, 2006
- Prototipos, IAC, Roussillon[non chiaro], Francia, 2007
- Jordi Colomer, Galleria nazionale del Jeu de Paume, Parigi, Francia, 2008
- Avenida Ixtapaluca & Recent Works, Galería Juana de Aizpuru, Madrid, 2009
- Jordi Colomer, MOCA, Hiroshima, Giappone, 2009
- Fuegogratis, Laboratorio Arte Alameda, Città del Messico, Messico, 2009
- Avenida Ixtapaluca, Galería MSSNDCLRCQ, Bruxelles, Belgio, 2009
- Fuegogratis, Centre d'Art La Panera, Lleida, Spagna, 2009
- Screening Co Op City, Bronx Museum of the Arts, New York, Stati Uniti, 2010
- L'avenir, BOZAR, Bruxelles, Belgio, 2011
- What Will Come, ARGOS Centre for Art and Media, Bruxelles, Belgio, 2011
- Crier sur les toits, Galerie Art & Essai, Rennes, Francia, 2011
- Prohibido cantar, Matadero Madrid, Madrid, Spagna, 2012
- Défense de chanter, Galerie Michel Rein, Parigi, Francia, 2013
- La soupe américaine, FRAC Basse-Normandie, Caen, Francia, 2013
- L'avenir, Festival International d'Art de Toulouse, Tolosa, Francia, 2013
- El porvenir y otros trabajos, Galería Juana de Aizpuru, Madrid, Spagna, 2014